# Szyfrowanie homomorficzne
Szyfrowanie homomorficzne – szyfrowanie, które pozwala na operowanie na zaszyfrowanym dokumencie bez jego deszyfrowania (bez znajomości klucza deszyfrującego).